# Heinrich Spies (Politiker)
Heinrich Spies (* 11. Mai 1890 in Berleburg; † 6. Juli 1961 in Bad Kissingen) war ehrenamtlicher Oberbürgermeister von Düren.
Spies zog im Jahre 1920 von Bonn nach Düren. Im gleichen Jahr gründete er in Lendersdorf eine Papierausstattungsfabrik und eine Großhandelsfirma, die heute noch bestehende Firma May & Spies. Im Jahr 1946 wurde Spies Mitglied des Dürener Stadtrates. Bereits zwei Jahre später wurde er zum stellvertretenden Oberbürgermeister gewählt. Die Wahl zum Oberbürgermeister erfolgte am 25. November 1952. Von 1951 bis 1953 war Spies auch Kreisvorsitzender der CDU. 1955 wurde er mit dem Bundesverdienstkreuz 1. Klasse geehrt. Spies wurde in den Jahren 1954, 1956 und 1958 jeweils als Oberbürgermeister wiedergewählt. Seine Amtszeit endete am 6. April 1961.
Der Stadtrat beschloss am 13. Juni 1961, Spies zum 7. Ehrenbürger der Stadt Düren zu ernennen. Während seiner Amtszeit war Spies Mitglied der Landschaftsversammlung Rheinland und Mitglied der Vollversammlung der Industrie- und Handelskammer Aachen. Vorgänger von Spies war Josef Koch, sein Nachfolger wurde Heinz Kotthaus. Wenige Wochen später starb er. Spies wurde am 11. Juli 1961 in Düren beigesetzt.